# Loxocera brevibuccata
Loxocera brevibuccata är en tvåvingeart som beskrevs av Shatalkin 1998. Loxocera brevibuccata ingår i släktet Loxocera och familjen rotflugor.
Artens utbredningsområde är Sri Lanka. Inga underarter finns listade i Catalogue of Life.